# Trilstamper

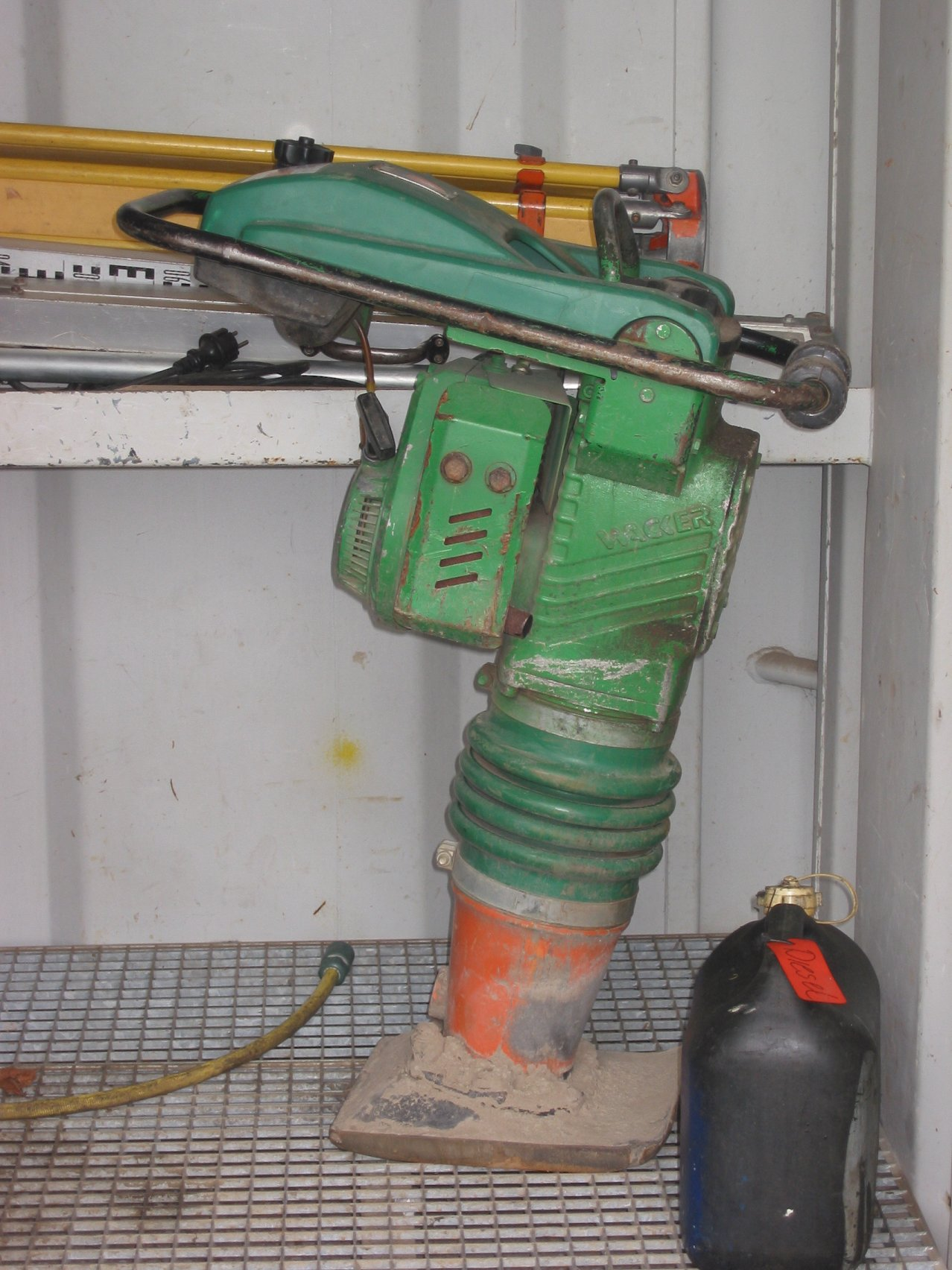
Trilstamper

Een trilstamper of trilplaat is een apparaat om door trillen grond te verdichten om een dichtere pakking te krijgen.
Een trilplaat of -stamper wordt gebruikt bij werkzaamheden aan funderingen, of een stoep zodat de tegels niet verzakken.
Pas gestort beton wordt verdicht met een trilnaald om luchtbelinsluiting te voorkomen.